# Babacar Cissé
Babacar Cissé (Ndoulo, 2 dicembre 1975) è un ex cestista senegalese con cittadinanza francese, professionista in Francia.

## Carriera
Con il Senegal ha disputato i Campionati mondiali del 2006 e cinque edizioni dei Campionati africani (1993, 2001, 2003, 2005, 2009).